# 1430-ті
Пізнє Середньовіччя  •  Реконкіста  •  Столітня війна  •  Гуситські війни

## Події

### На теренах України
- 1431—1434 — повстання селян на Поділлі;
- 1433—1434 — створення Руського і Подільського воєводств;
- 1434—1435 — впровадження на Галичині та Західному Поділлі польсько-шляхетського адміністративного і судового устрою;

### У світі
З 1432 по 1438 у Великому Литовському князівстві тривала громадянська війна. Свидригайло Ольгердович створив Велике князівство Руське, що проіснувало з 1432 по 1435 рік. Після закінчення громадянської війни він утік з  Литви.
У 1430 році Жанна д'Арк потрапила в полон до бургундців, які передали її англійцям. Її спалили як відьму в 1431 році, але війна на цьому не припинилася. У 1435 році бургундці перукинулися до французького короля  Карла VII.  1437 року французи звільнили Париж. В 1438 році Карл VII проголосив Прагматичну санкцію, якою затвердив пріоритет королівської влади над авторитетом папи Римського. 
Завершилися Гуситські війни. 1434 року об'єднані сили католиків та чашників завдали поразки таборитам біля Липан, загинув Прокіп Голий. 1436 року Богемія прийняла імператора Сигізмунда I Люксембурга як короля.
У 1431 почався Базельський собор, який проголошував мету реформування церковного устрою, врегулювання проблеми з гуситами, об'єднання західної та східної церков, але перетворився в боротьбу за верховенство собору над папою. Папа Євгеній IV (1431—1447), не визнав рішень  собору, оголосив про його розпуск, а в 1438 скликав на противагу Базельському собору собор у Феррарі, перенесений в 1439 у Флоренцію. Базельський собор у 1439 оголосив про позбавлення влади Євгена IV і обрав папою під ім'ям Фелікса V (згодом визнаного антипапою), герцога Савойського Амедео VIII. 6 липня 1439 року на Флорентійському соборі папа римський Євген IV і візантійський імператор Іоанн VIII Палеолог підписали Флорентійську унію, що заклала основи створення греко-католицької церкви.
У Кальмарській унії Ерік Померанський поступово втрачав владу, і на кінець десятиліття залишився лише королем Норвегії.